# 北見富士 (北見市)
北見富士（きたみふじ）は、北海道の北見市に位置する標高1,291.1mの山。山頂には二等三角点「三角山」が設置されている。北海道の百名山に選定されている。

## 概要
石狩山地を構成する一峰で、国道39号沿いからは富士山に似た山容を望むことができ、山名に「富士」を含んだ郷土富士の一つとなっている。かつてはアイヌ語名の「ユクリヤタナシ（鹿が越冬する山）」と呼ばれていた。
「北見富士」の名がついた山はもう一つ存在し、この北見富士は紋別市・滝上町・遠軽町の3県界に位置する標高1,306.3mの山である。区別の仕方については定まっておらず、人によって異なる。元々はこの紋別の山の方が先に「北見富士」と名がついていたが、地図作成の際に所在を誤って書いてしまったことで、2つになってしまったという。

## 登山
かつては登山道が存在していたそうだが、現在は地図に記載されていない。現在主なルートは2つある。
- 国道39号から50号林道へ入り、生間内橋を渡ったところから尾根に取り付き、北見富士南側の尾根を登る。道中は藪漕ぎや倒木などの箇所があり、相応の技術が求められる。
- ケショマップ川沿いの道路を進むと北見富士林道の入口があり、台風による決壊のため通行止めとなっており、林道途中までは車で通行することができる。林道を進むと「50号林道」と書かれた看板付近に登山道入り口が存在する。ルート上は不明瞭な箇所があるため、こちらも相応の技術が求められる。